# Kathedraal van Florence
De Cattedrale di Santa Maria del Fiore of kortweg de Duomo (dom) is de kathedrale basiliek en het dominerende symbool van de Italiaanse stad Florence. Het is de op drie na grootste kathedraal van Europa. De Santa Maria del Fiore staat midden in het historische centrum van Florence tegenover het Baptisterium. Naast de kerk staat de campanile.

## Bouw

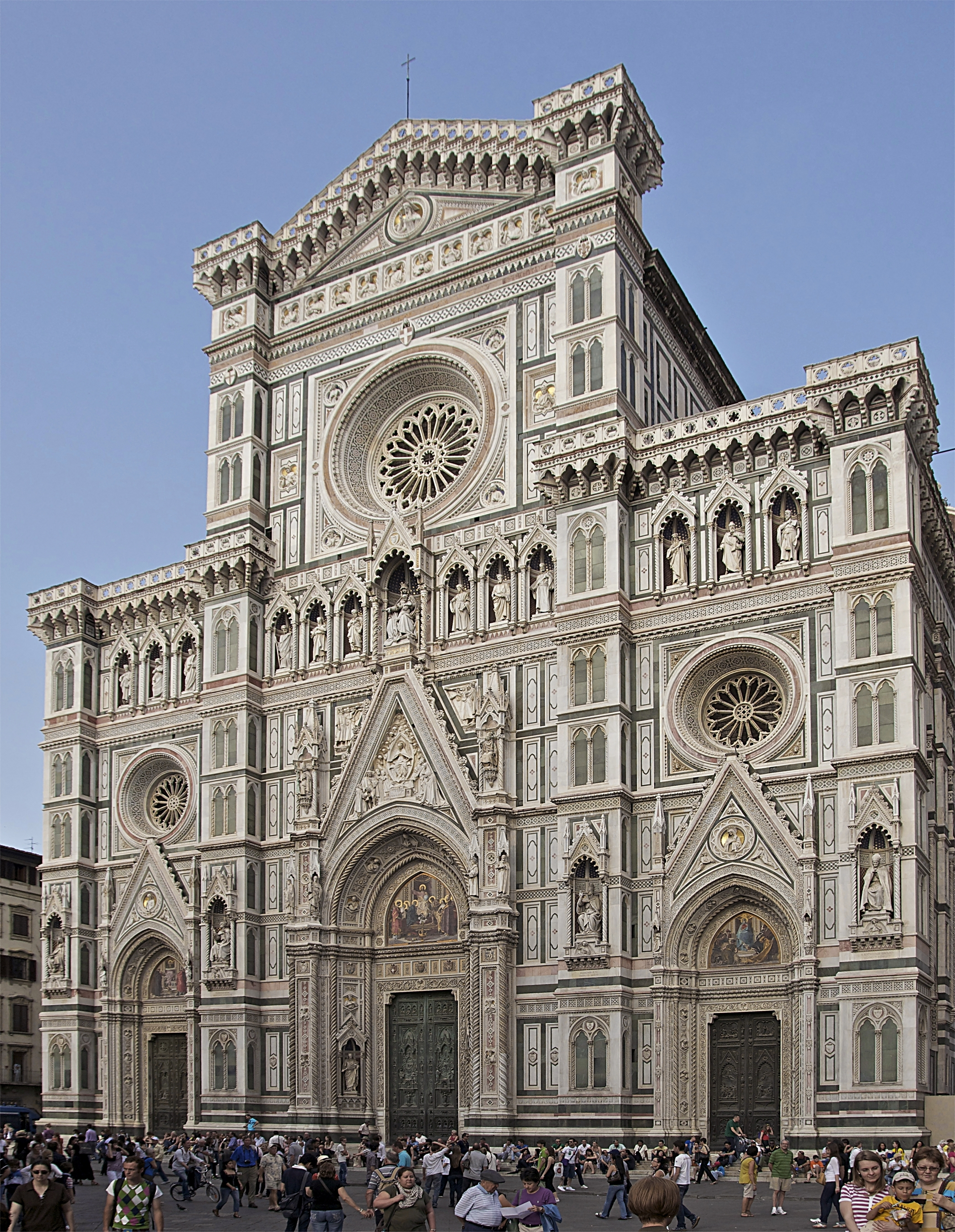
Façade

Zijkant en koepel

Gedurende de middeleeuwen was Florence een van de belangrijkste steden van het Italiaanse schiereiland geworden. Bij een stad met die positie hoorde een grote kathedraal en eind 13e eeuw besloot het stadsbestuur dan ook dat de oude kathedraal van Santa Reparata moest worden vervangen door een kerkgebouw dat de macht van Florence uitstraalde. De nieuwe kathedraal werd aan Maria gewijd, maar de naam Santa Maria del Fiore verwees ook naar destijds gebruikelijke naam van de stad, Fiorenza. Het ontwerp van de nieuwbouw was afkomstig van Arnolfo di Cambio die een bouwwerk tekende dat de kathedralen van de concurrerende steden Siena en Pisa ruimschoots in grootte zou overtreffen. De bouw van dit ambitieuze project begon in 1296, maar kwam rond 1310 alweer stil te liggen in verband met de dood van Arnolfo di Cambio.
Met de vondst van de relieken van de heilige Zenobius van Florence in 1330 nam het enthousiasme voor de bouw weer toe en in 1334 werd Giotto di Bondone tot bouwmeester van de kathedraal benoemd. Zijn belangrijkste bijdrage is de campanile, nu ook wel de toren van Giotto genoemd. Na Giotto's dood in 1337 nam Andrea Pisano diens taken over, maar vanwege de desastreuze pestepidemie van 1348 kwam de bouw opnieuw stil te liggen.
De bouw werd in 1349 hervat en opeenvolgende architecten, onder wie Andrea Orcagna, zorgden ervoor dat het ontwerp meermalen werd aangepast en uitgebreid. De schepen werden uiteindelijk in 1380 voltooid en in 1420 begon Filippo Brunelleschi met de bouw van de koepel. Aan de werkzaamheden kwam in 1472 een einde met de voltooiing van de lantaarn boven op de koepel.

## Onderdelen

### Voorgevel
De naar het ontwerp van Arnolfo di Cambio gebouwde voorgevel werd al in 1588 afgebroken om plaats te maken voor een nieuwe voorgevel in de stijl van de renaissance. Een gebrek aan financiële middelen leidde ertoe dat deze nooit werd gebouwd en dat de kathedraal eeuwenlang een eenvoudige bakstenen westgevel had (vergelijkbaar met de voorgevel van de Sint-Laurensbasiliek).
In 1864 schreef men uiteindelijk een wedstrijd uit voor het ontwerpen van een waardige voorgevel van de kathedraal. Pas in 1871 werd het neogotische ontwerp van Emilio de Fabris gekozen dat tussen 1876 en 1887 werd uitgevoerd. De uitbundigheid van het ontwerp werd fel bekritiseerd omdat zij niet zou passen bij de oudere delen van de kathedraal, het baptisterium en de campanile. In de façade bevinden zich één grote en twee kleinere roosvensters. Ook is er een rij met dertien heiligenbeelden. De drie bronzen portalen zijn gemaakt tussen 1899 en 1903. Boven deze portalen bevinden zich mozaïeken van Niccolò Barabino.

### Koepel

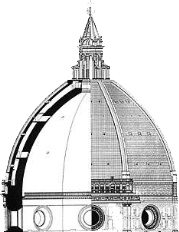
schematische doorsnede van de koepel

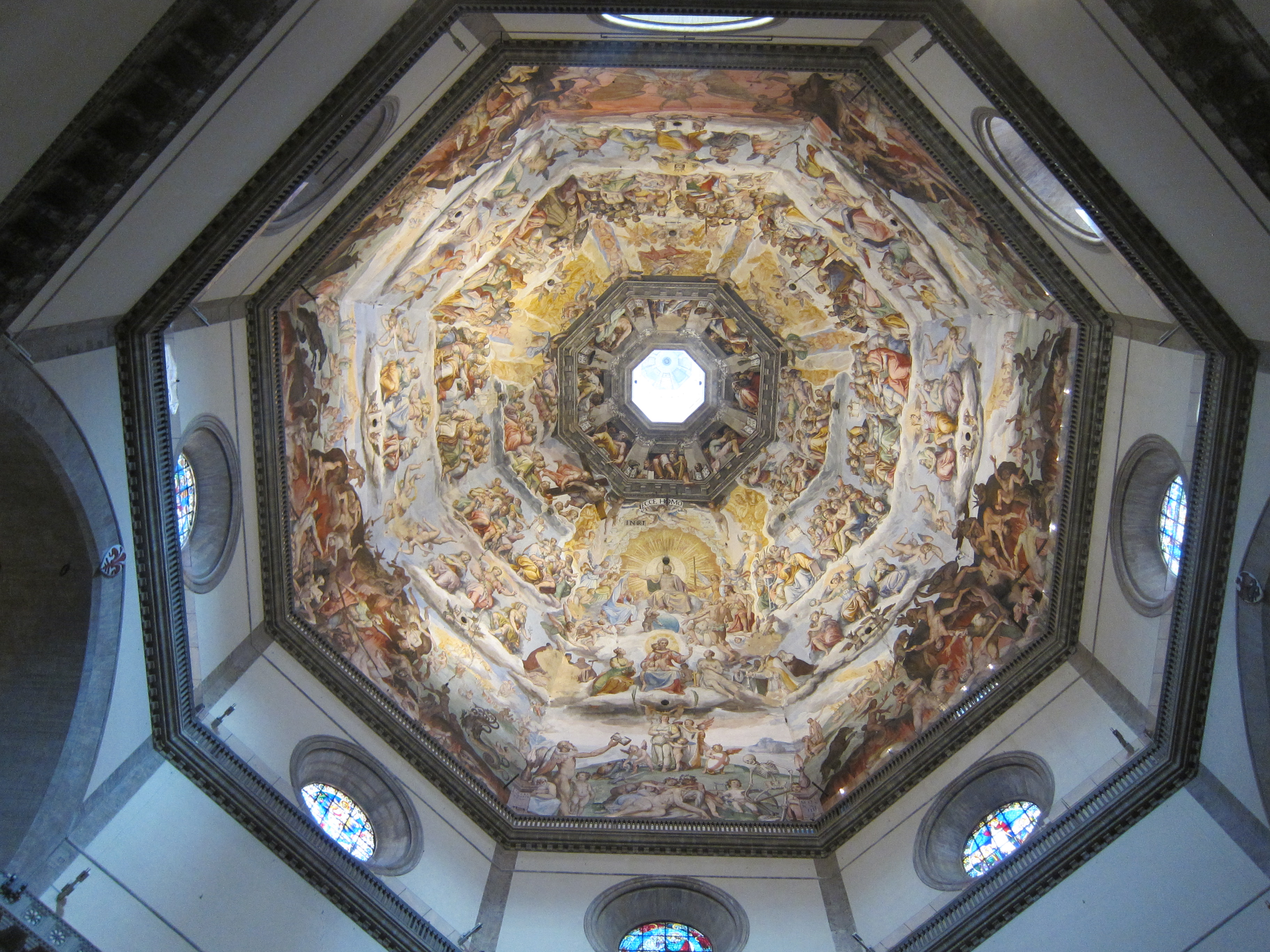
Binnenkant koepel, "Het Laatste Oordeel"

Aan het begin van de 15e eeuw naderde de bouw zijn voltooiing, maar de kathedraal had nog altijd geen koepel. De architecten kwamen er maar niet uit hoe ze de koepel tijdens de bouw moesten ondersteunen en zo ontstond het bizarre idee om het gebouw vol te storten met zand met daarin munten verstopt. De armen zouden dan na de voltooiing van de koepel het zand wel weghalen omdat ze de gevonden munten mochten houden.
Ten einde raad schreef de bouwcommissie van de dom in 1418 een wedstrijd uit voor de bouw van een koepel. De wedstrijd werd na lang wikken en wegen gewonnen door Filippo Brunelleschi die op 16 april 1420 met de uitvoering van zijn gewaagde koepelconstructie kon beginnen. Brunelleschi ontwierp twee koepelschalen met daartussen horizontale en verticale steunbalken die de constructie overeind hielden. Acht van deze steunbalken zijn ook aan de buitenzijde van de koepel te zien en bekleed met marmer. In 1436 was de koepel voltooid en 140 jaar na het begin van de bouwwerkzaamheden kon de Santa Maria del Fiore worden ingewijd door paus Eugenius IV.
Begin 16e eeuw besloot men om de achthoekige tamboer, waarop de koepel rust, te decoreren met een sierlijke arcade. Het ontwerp was afkomstig van Baccio D'Agnolo, die tussen 1508 en 1512 alleen de zuidoostzijde kon voltooien omdat de bouw vervolgens werd stilgelegd na kritiek van niemand minder dan Michelangelo, die de arcade omschreef als una gabbia pe' i grilli ("krekelkooi"), zoals gebruikt op het Krekelfeest (it). Nadien is de omgang nooit meer afgewerkt.
De koepel heeft een diameter van 45,50 meter en is 91 meter hoog (gemeten vanaf de begane grond welteverstaan). Boven op de koepel staat de in 1472 voltooide lantaarn die wordt bekroond door een koperen bol en een kruis, waarmee de totale hoogte op 114,5 meter komt. Het uitkijkplatform aan de voet van de lantaarn is bereikbaar via een trap, die met zijn 463 treden tussen de beide schalen van de koepel naar boven voert.

### Interieur

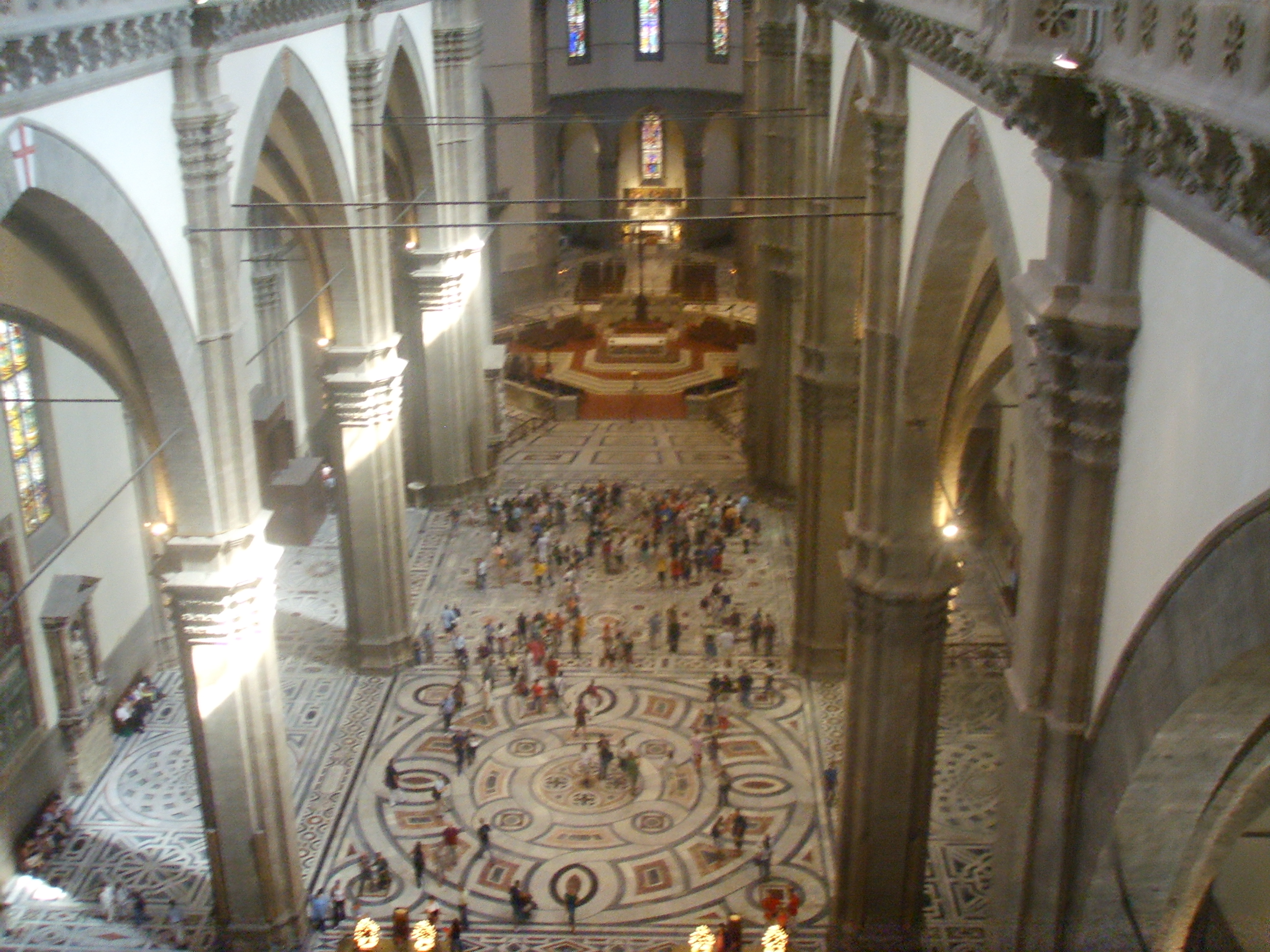
Interieur

De kathedraal heeft de vorm van een Latijns kruis en heeft een lengte van 153 meter. De gotische spitsbogen die het middenschip van de zijbeuken scheiden hebben een hoogte van 23 meter. Door de enorme afmetingen en omdat veel kunstwerken verloren zijn gegaan of zijn verplaatst naar het Museo dell'Opera del Duomo maakt het interieur een sobere indruk. Het opmerkelijkste kunstwerk in de kathedraal is het enorme fresco van het Laatste Oordeel aan de binnenzijde van de koepel. Het is gemaakt door Giorgio Vasari en voltooid door Federico Zuccari in 1579. Andere opvallende delen van het interieur zijn de vierentwintiguursklok van Paolo Uccello uit 1443 boven het hoofdportaal en het fresco Dante en de goddelijke komedie van Domenico di Michelino uit 1465.

## Campanile

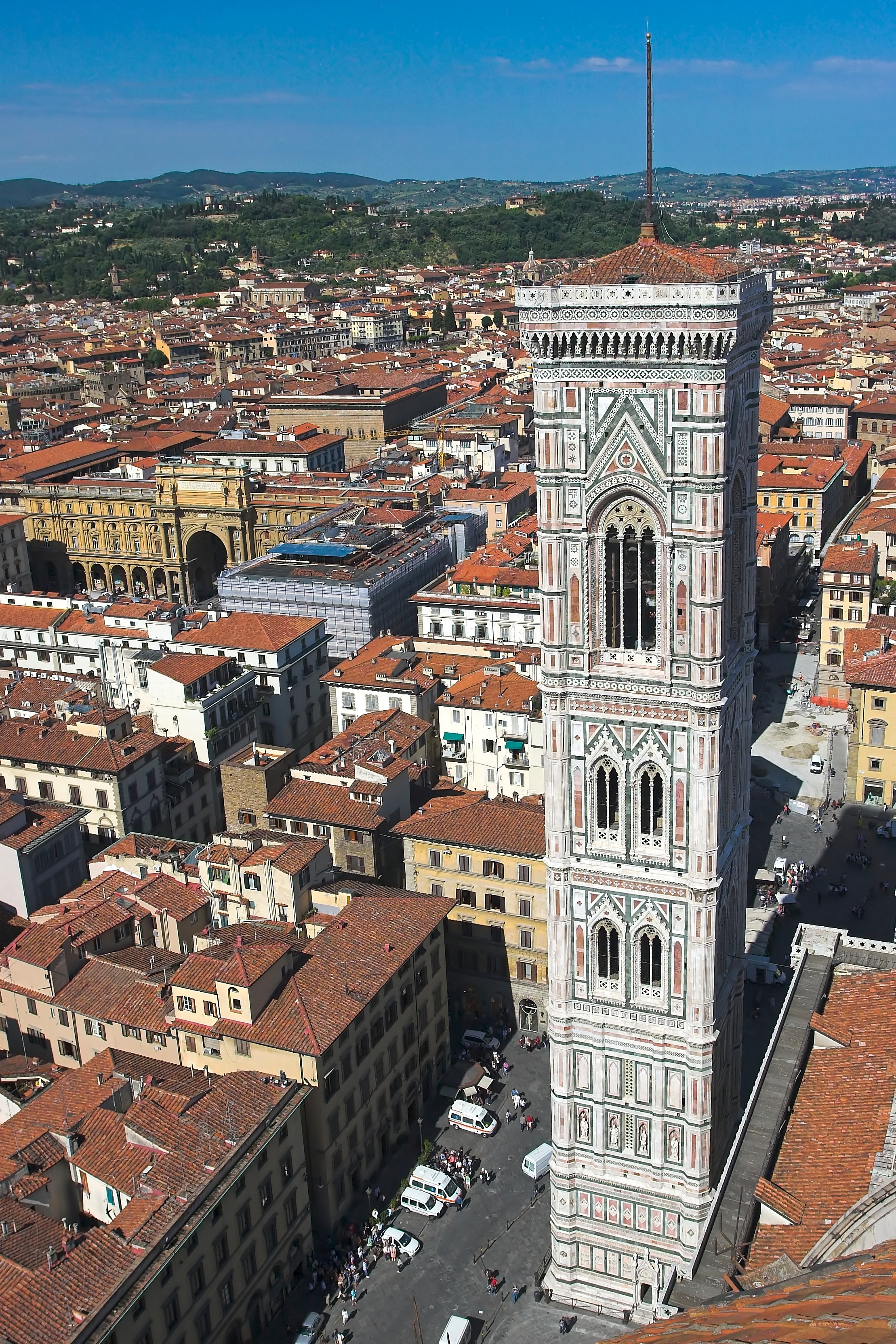
Campanile

Naast de dom staat de campanile. Hij is vervaardigd van 1334 tot 1359 en is 85 meter hoog en daarmee 6 meter lager dan de dom, die 91 meter hoog is. De campanile is te beklimmen via een 414 treden tellende trap. De bekleding van de toren bestaat uit diverse soorten marmer. Daardoor was het mogelijk om de diverse kleurnuances te verkrijgen. De campanile werd ontworpen door Giotto di Bondone. Andrea Pisano en Francesco Talenti zetten het ontwerp voort in enigszins gewijzigde vorm, aangezien zij een plat dak bouwden in plaats van de torenspits die Giotto had getekend en waarmee de campanile 122 meter hoog zou zijn geweest.

## Baptisterium
Het Baptisterium San Giovanni (Italiaans: Battistero San Giovanni) is de vrijstaande doopkapel tegenover de Santa Maria del Fiore. Het behoort tot de bekendste baptisteria. Vooral de bronzen deuren hebben een grote waarde.

## Museo dell'Opera del Duomo
Tegenover de achterkant van de kerk ligt het Museo dell'Opera del Duomo. Het beschikt over diverse kunstschatten uit de kerk en de doopkapel zoals de originele deuren van de doopkapel, een Piëta gemaakt door Michelangelo en enkele prominente werken van Donatello.